# Université de musique de Fribourg
 (novembre 2024).
Si vous disposez d'ouvrages ou d'articles de référence ou si vous connaissez des sites web de qualité traitant du thème abordé ici, merci de compléter l'article en donnant les références utiles à sa vérifiabilité et en les liant à la section « Notes et références ».
L'université de musique de Fribourg (en allemand : Hochschule für Musik Freiburg) est une académie de musique subventionnée par l'État pour la recherche et la formation artistique et pédagogique en musique.

## Historique
Une école a été fondée en 1946 par la municipalité de Fribourg, deux ans plus tard, elle est devenue une institution de l'État de Bade.
En 1954, fut fondé un Institut für Neue Musik qui ensuite collabora avec le studio de recherche fondé par Heinrich Strobel.
Le bâtiment actuel a été construit en 1984, et réagrandi dans les années 2000 et 2010.

## Directeurs
- Gustav Scheck, 1946–1964
- Carl Seemann, 1964–1974
- Lars Ulrich Abraham, 1974–1980
- Johann Georg Schaarschmidt, 1980–1996
- Mirjam Nastasi, 1996–2006
- Rüdiger Nolte, 2006–2017
- Ludwig Holtmeier, depuis octobre 2017